# زمین‌لرزه دریای باندا
زمین‌لرزه دریای باندا ممکن است به یکی از موارد زیر اشاره داشته باشد:
- زمین‌لرزه ۱۹۳۸ دریای باندا
- زمین‌لرزه ۲۰۰۶ دریای باندا